# Jordi Codina Rodríguez
Jordi Codina Rodríguez (* 27. April 1982 in Barcelona) ist ein spanischer Fußballtorwart.

## Karriere
Jordi Codina begann seine Laufbahn in seiner Heimatstadt Barcelona beim FC Damm, mit 18 Jahren wechselte er in die Jugend von Espanyol Barcelona, und nach zwei Saisons schließlich zu Real Madrid. Sein Debüt in der Zweitmannschaft des Klubs, Real Madrid Castilla, feierte er in der Saison 2005/06 in der Segunda División, verlor aber seine Position als Stammtorwart an David Cobeño. Nach dem Abgang von diesem zum FC Sevilla spielte sich Codina in die Mannschaft und wurde nach der Saison in den ersten Kader von Real Madrid übernommen. Im Juli 2009 wurde sein Wechsel zum FC Getafe bekanntgegeben.

## Titel
- Spanische Meisterschaft: 2007/08
- Spanischer Supercup: 2008

| Personendaten    | Personendaten             |
| ---------------- | ------------------------- |
| NAME             | Codina Rodríguez, Jordi   |
| ALTERNATIVNAMEN  | Codina Jordi              |
| KURZBESCHREIBUNG | spanischer Fußballspieler |
| GEBURTSDATUM     | 27. April 1982            |
| GEBURTSORT       | Barcelona, Spanien        |